# Effet Sénèque
L'effet Sénèque est un modèle mathématique proposé par le chimiste italien Ugo Bardi qui décrit des phénomènes naturels pour lesquels la destruction est plus rapide que la construction. Par exemple : l'effondrement d'une pile de sable est plus rapide que son amoncellement.

## Résumé
Ce modèle est intimement lié aux travaux du Club de Rome (1972) décrits dans l'ouvrage Les Limites à la croissance et sa principale utilisation concerne la description de différents phénomènes économiques liés aux pics d'énergies fossiles et/ou à la pollution.
Le nom est inspiré du philosophe romain Sénèque qui, dans son ouvrage Lettres à Lucilius, écrivit : « Tout ce qu’une longue suite de travaux constants, aidés de la constante faveur des dieux, réussit à élever, un seul jour le brise et le disperse. C’est donner un terme trop long à ces révolutions rapides que de parler d’un jour : une heure, un moment a suffi au renversement des empires. » (lettre 91)